# KMU Forschung Austria
Die KMU Forschung Austria (Austrian Institute for SME Research) ist ein sozial- und wirtschaftswissenschaftliches Forschungsinstitut in Wien. Forschungsschwerpunkte des Instituts bilden kleine und mittlere Unternehmen (KMU) sowie die Themen Entrepreneurship, Innovation, Evaluierungen und Arbeitsmarkt.

## Geschichte und Organisation
Die KMU Forschung Austria wurde im Jahr 1954 gegründet und ist als ein privater, gemeinnütziger Verein organisiert. Zweck des Instituts ist die Bereitstellung von wissenschaftlichen Studien, Analysen und Daten als Basis für wirtschaftspolitische und unternehmerische Entscheidungen. Die Forschungsergebnisse adressieren Agierende der regionalen, nationalen und internationalen Politikgestaltung, Interessenvertretungen, beratende Organisationen, andere Forschungseinrichtungen, Führungsverantwortliche in Unternehmen sowie die interessierte Öffentlichkeit. Erklärtes Ziel des Instituts ist der Beitrag zu einer positiven Weiterentwicklung der österreichischen und europäischen Wirtschaft und Gesellschaft.
Die KMU Forschung Austria ist Mitglied in nationalen und internationalen Netzwerken, wie u. a. der ACR – Austrian Cooperative Research, dem European Network for Social and Economic Research (ENSR), der Plattform Forschungs- und Technologiepolitikevaluierung (fteval) oder der Deutschen Gesellschaft für Evaluation (DeGEval).

## Tätigkeitsbereiche
Das Institut betreibt Forschung in folgenden Tätigkeitsbereichen:

### Entrepreneurship und Innovation
Im Rahmen dieses Tätigkeitsbereiches werden u. a. Studien und Analysen zu unterschiedlichen Unternehmensformen (z. B. Familienunternehmen, Einpersonenunternehmen, hybride Unternehmen, ältere Unternehmer, female entrepreneurship) sowie zu Lebenszyklen, Innovationsaktivitäten und Geschäftsmodellen von Unternehmen durchgeführt.

### Wirtschaftssektoren und Branchen
Im Portfolio finden sich weiters Studien zu und Monitoring von Wirtschaftssektoren und Branchen (z. B. Handel, Gewerbe und Handwerk, Tourismus, Kreativwirtschaft).

### Evaluierung und Wirkungsanalysen
Evaluierungen und Wirkungsanalysen von Maßnahmen, Programmen und Institutionen in unterschiedlichen Politikfeldern werden regelmäßig durchgeführt. Der Fokus liegt dabei auf Forschungs-, Technologie- und Innovationspolitik (FTI-Politik), Umwelt- und Wirtschaftspolitik sowie Arbeitsmarkt- und Sozialpolitik. Die Evaluierungen orientieren sich an den (Qualitäts-)Standards der fteval und DeGEval.

### Regionale Analysen
Durchgeführte Analysen wirtschaftlicher Strukturen, Trends, und Standortbedingungen von Regionen, Städten oder Ländern in Europa sollen bei der Gestaltung von Politikmaßnahmen unterstützen.

### Arbeitsmarkt und Qualifikation
In diesem Tätigkeitsbereich werden Studien zu Qualifizierungsanforderungen, der Partizipation unterschiedlicher Personengruppen (z. B. Frauen, Jugendliche, ältere Menschen und Migranten) am Erwerbsleben sowie zum Einfluss unterschiedlicher Rahmenbedingungen und Maßnahmen auf den Arbeitsmarkt untersucht.

### Bilanzkennzahlen und Benchmarking
Basierend auf der Bilanzdatenbank des Instituts werden die betriebswirtschaftliche Situation und Entwicklung von Unternehmen mit Hilfe von Jahresabschlussdaten aller Branchen und Sektoren der österreichischen Wirtschaft untersucht.

## Forschungsberichte (Auswahl)
- KMU im Fokus 2024: Bericht über die Situation und Entwicklung kleiner und mittlerer Unternehmen der österreichischen Wirtschaft. KMU Forschung Austria im Auftrag des Bundesministeriums für Wirtschaft, Energie und Tourismus (BMWET), Wien 2025[15]
- Österreichischer Forschungs- und Technologiebericht 2022: Bericht der Bundesregierung an den Nationalrat gem. § 8 (2) FOG über die Lage und Bedürfnisse von Forschung, Technologie und Innovation in Österreich. WPZ Research, Zentrum für Soziale Innovation (ZSI) und KMU Forschung Austria, VDI/VDE Innovation + Technik (iit), Technopolis, Industriewissenschaftliches Institut (IWI) und Statistik Austria im Auftrag des Bundesministeriums für Bildung, Wissenschaft und Forschung (BMBWF), des Bundesministeriums für Klimaschutz, Umwelt, Energie, Mobilität, Innovation und Technologie (BMK) und des Bundesministeriums für Digitalisierung und Wirtschaftsstandort (BMDW), Wien 2022[16]
- Study on the competitiveness of the EU engineering industries and the impact of digitalisation. Centre for Strategy and Evaluation Services (CSES), KMU Forschung Austria, IDEA Consult, Prognos AG, DECISION Etudes & Conseil im Auftrag der Europäischen Kommission, Exekutivagentur für kleine und mittlere Unternehmen (EASME), Brüssel 2020[17]
- Evaluation des Zentralen Innovationsprogramms Mittelstand (ZIM). KMU Forschung Austria, Institut für Höhere Studien (IHS), RKW Kompetenzzentrum im Auftrag des Bundesministeriums für Wirtschaft und Energie, Wien 2019[18]
- Auswirkungen der digitalisierten Netzwerkgesellschaft und Industrie 4.0 auf die zukünftigen Ausbildungs- und Qualifizierungsangebote des AMS Niederösterreich. KMU Forschung Austria im Auftrag des Arbeitsmarktservice Niederösterreich, Wien 2019[19]
- Small and Medium-Sized Enterprises in European Regions and Cities. ÖIR GmbH und KMU Forschung Austria durchgeführt im Rahmen des ESPON 2020 Cooperation Programms, teilweise finanziert durch den Europäischen Fonds für Regionale Entwicklung, Luxembourg, 2018[20]
- Evaluierung der Förderungsgesellschaften Austria Wirtschaftsservice GmbH (aws) und Forschungsförderungsgesellschaft mbH (FFG). Fraunhofer ISI, KMU Forschung Austria im Auftrag des Bundesministeriums für Verkehr, Innovation und Technologie, Bundesministerium für Wissenschaft, Forschung und Wirtschaft, Karlsruhe, Wien 2017[21]